# 恩斯河谷艾根
恩斯河谷艾根是奥地利施蒂利亚州利岑县的一个市镇。总面积86.4平方公里，总人口2518人，人口密度29.1人/平方公里（2005年）。